# Jacob Decar
Decar  Zúñiga est un nom espagnol. Le premier nom de famille, en général paternel, est Decar ; le second, en général maternel, souvent omis, est Zúñiga.
Jacob Decar Zúñiga, né le 31 mars 2001, est un coureur cycliste chilien. Il participe à des compétitions sur route et sur piste.

## Biographie
Jacob Decar réside habituellement à Buin. Lors de la saison 2019, il se distingue au niveau international en terminant troisième du scratch aux championnats du monde sur piste juniors,. Il devient également vice-champion du Chili sur route juniors. 
En 2022, il se classe troisième de la poursuite par équipes et de l'omnium aux Jeux sud-américains, avec sa délégation nationale. Il finit par ailleurs deuxième du championnat du Chili du contre-la-montre espoirs. L'année suivante, il est médaillé de bronze aux Jeux panaméricains (dans l'omnium) et aux championnats panaméricains (dans la course à l'élimination). Il obtient aussi une victoire dans une compétition argentine. 

## Palmarès sur piste

### Championnats du monde juniors
- Francfort-sur-l'Oder 2019
  -  Médaillé de bronze du scratch

### Jeux panaméricains
- Santiago 2023
  -  Médaillé de bronze de l'omnium

### Jeux sud-américains
- Asuncion 2022
  -  Médaillé de bronze de la poursuite par équipes
  -  Médaillé de bronze de l'omnium

### Championnats panaméricains
- San Juan 2023
  -  Médaillé de bronze de l'élimination
- Carson 2024
  -  Médaillé de bronze de l'élimination
- Asuncion 2025
  -  Médaillé de bronze de l'élimination

### Jeux bolivariens
- Valledupar 2022
  -  Médaillé d'argent de la poursuite par équipes

### Championnats nationaux
- 2022
  -  Champion du Chili de l'omnium
- 2023
  -  Champion du Chili de l'omnium

## Palmarès sur route

### Par année
- 2019
  - 2e du championnat du Chili sur route juniors
- 2020
  - 1re étape de la Vuelta Maule Centro
- 2021
  - 2e de la Vuelta Maule Sur
- 2022
  - 2e du championnat du Chili du contre-la-montre espoirs
- 2023
  - 1re étape du Tour Internacional a Chilecito
- 2024
  - 7e étape du Grand Prix Club Olimpia
- 2025
  - 4e et 7e étapes du Tour de San Juan

### Classements mondiaux
| Année            | 2022 |
| ---------------- | ---- |
| UCI America Tour | 230e |